# 包家乡
包家乡，是中华人民共和国安徽省安庆市岳西县下辖的一个乡镇级行政单位。

## 行政区划
包家乡下辖以下地区：
川岭村、石佛村、包家村和鹞落坪村。